# Grenville (parishhuvudort)
Grenville är en parishhuvudort i Grenada.   Den ligger i parishen Saint Andrew, i den centrala delen av landet, 15 km nordost om huvudstaden Saint George's. Grenville ligger 15 meter över havet och antalet invånare är 2 476.  Grenville är Grenadas tredje största stad, efter St. George's och Gouyave. Den ligger på ön Grenada.
Terrängen runt Grenville är kuperad västerut, men åt nordost är den platt. Havet är nära Grenville åt sydost.  Närmaste större samhälle är Saint George's, 15,3 km sydväst om Grenville. 